# Sparneck
Sparneck település Németországban, azon belül Bajorországban. Lakosainak száma 1552 fő (2023. december 31.).

## Népesség
A település népessége az elmúlt években az alábbi módon változott:
| Lakosok száma | 1680 | 1970 | 2135 | 1683 | 1698 | 1668 | 1632 | 1589 | 1575 | 1552 |
|               | 1875 | 1950 | 1975 | 2011 | 2013 | 2014 | 2016 | 2018 | 2021 | 2023 |